# Історія Нової Каледонії
Нова Каледонія — один з острівних архіпелагів Меланезії в Океанії, що став відомий європейцям завдяки великим географічним відкриттям.
Має багату історію, в якій змішалися як глибокі конфлікти, так і роки примирення між громадами, що населяють країну.

## Доколоніальний період

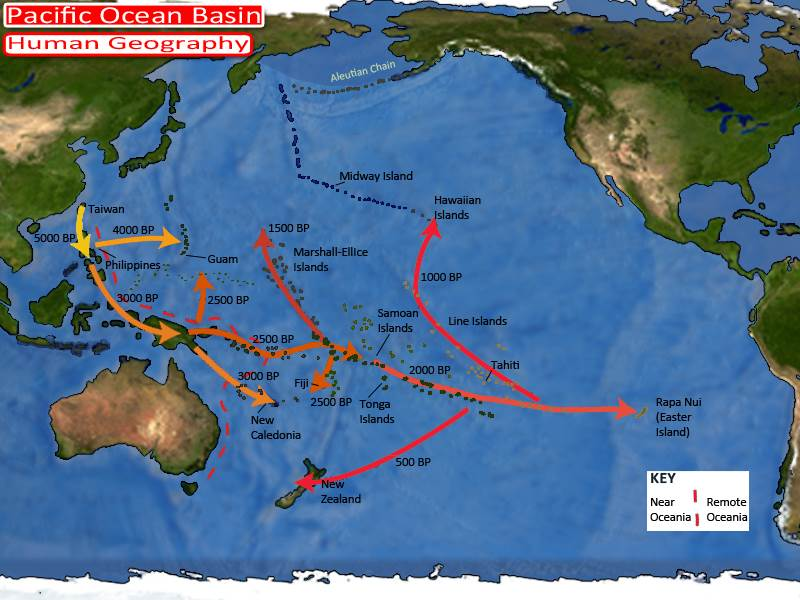
Давні міграції австронезійського населення в басейні Тихого океану.

Перші сліди людської присутності на берегах архіпелагу, засвідчені археологічними дослідженнями, датуються періодом між 1100 і 1000 роками до н. е. Ці австронезійські групи людей були гілкою мореплавців, які кількома хвилями прибули з Південно-Східної Азії. Використовуючи човни з аутригерами, вони в декілька етапів здійснили довгу міграційну подорож і розселилися на островах всієї південної частини Тихого океану. З Нової Гвінеї, долаючи довгий шлях з острова до острова, люди рухалися на південь і південний схід в напрямку Соломонових островів, Вануату, Фіджі. Однієї з останніх вони досягли Нової Каледонії, найпівденнішої частині Меланезійської дуги. Приблизно в 1500 році до н. е. давні австронезійці оселилися на острові Гранд-Терр та островах Луайоте.
Ці перші мігранти були предками сучасного корінного населення Нової Каледонії й носіями археологічної культури Лапіта, що процвітала в період між 1400 і 600 до н. е. у великій зоні від архіпелагу Бісмарка на північному заході до островів Тонга на південному сході. Культура Лапіта характеризується керамікою, прикрашеною лініями й пунктирними кривими, які утворюють складні геометричні візерунки. Гадають, що їхнє використання мало в основному церемоніальний характер. Іншими видами кераміки були прості столові прилади. Давні жителі Нової Каледонії залишили по собі залишки розбитого глиняного посуду та іншої кераміки. Більшість археологічних пам'яток першого тисячоліття в даний час виявлено на західному узбережжі Гранд-Терр, островах Пен, Маре та Ліфу, але цілком ймовірно, що майбутні дослідження покажуть настільки ж важливу роль східного узбережжя Гранд-Терр. Більше десятка населених місць часів існування культури Лапіта виявлено на островах Луайоте. Крім типової кераміки, відоме будівництво монументальних кам'яних стін, зокрема на острові Маре. Наскельні малюнки зустрічаються по всій території Нової Каледонії.
Культура Лапіта проіснувала на островах Нової Каледонії до II—I ст. до н. е. Їй на зміну прийшла археологічна культура Ная-Унджо (фр. Naia Oundjo), що існувала до прибуття європейців у XVIII ст. Її творцями було місцеве корінне меланезійське населення — канаки. Люди адаптувалися до місцевого клімату, рельєфу та природних ресурсів і поступово сформували особливу цивілізацію. Спочатку вони розселилися на приморських ділянках, але швидко просунулись річковими долинами у внутрішні райони. Протягом I тис. до н. е. мало місце активне випалювання лісів на рівнинних територіях, ймовірно, пов'язане із сільськогосподарською діяльністю. Щезла значна частина ендемічної фауни. Знищення лісів на головному острові викликало вимивання родючих ґрунтів, і населення вдалося до терасування земель на схилах гір. Розвинулась складна система городництва з використанням іригації, що базувалася на вирощуванні ямсу й таро. Вона стала візитівкою оригінальної канацької культури, яку ще називають «цивілізацією ямсу» через важливість цієї бульби як основного продукту харчування й у церемоніальних обмінах. За наявними даними, перші тераси виникли на південному заході Гранд-Терр близько 800 р. н. е. На момент прибуття європейців таких терас вже було сотні тисяч. На вузькому східному узбережжі люди також споруджували кам'яні греблі для утримання ґрунту.
Традиційне канацьке суспільство структурувалося, люди об'єднувались у клани (роди), групи кланів утворювали абсолютно автономні племінні об'єднання кланів під владою вождів. Всі члени племені мали спільну історію й проживали на певній території, що визнавалася іншими племінними групами. Племена мали мало контактів одне з одним, у результаті сформувалось багато мов. Археологічні дані свідчать про існування в XIV—XV ст. численних постійних поселень, що є ознакою стійкості розселення більшості груп в своїй географічній області. За деякими оцінками, чисельність населення Нової Каледонії протягом I тис. н. е. була відносно стабільною і складала близько 50 тис. осіб. Мабуть, вже був знайдений певний політичний баланс. Незважаючи на велике мовне розмаїття, утворилася мережа традиційних міжплемінних зв'язків шляхом складного переплетення родинних стосунків між кланами.
За усною традицією, в XVI—XVIII ст. до Нової Каледонії прибули окремі групи полінезійського населення з островів Волліс. Вони оселилися на півночі та півдні північного з трьох основних островів Луайоте, давши йому ім'я свого рідного острова Увеа.

## Відкриття європейцями
Перша зустріч корінного населення Нової Каледонії з білими людьми сталася 4 вересня 1774 р. Тоді корабель експедиції Джеймса Кука пристав до північно-східного узбережжя острова Нова Каледонія, в районі Баладе (Balade). Кук зі своєю командою висадився на берег, і вони пробули тут вісім днів. Місцеві жителі дуже люб'язно зустріли їх. Гірський острів нагадував Куку пейзажі Шотландії, тому він назвав нову землю «Нова Каледонія» (Каледонія — це римська назва Шотландії).
Дослідники оцінюють чисельність населення Нової Каледонії на момент прибуття Кука в понад 70 000 осіб. Більшість людей жило у внутрішніх районах.
Згодом найбільший острів та інші острови архіпелагу відвідували інші європейські експедиції, зокрема Лаперуз, Д'Антркасто, Кермадек, Дюмон-Дюрвіль. Вони розвідали та замалювали узбережжя архіпелагу. Проте постійного європейського населення на островах не було. До 1830-1840-х років жителі островів Меланезії мали серед мореплавців погану репутацію канібалів, тому вони намагалися їх уникати. Першими поселенцями європейського походження були авантюристи та лайдаки, які використовували природні багатства островів. Це були переважно колишні моряки, що дезертували зі своїх кораблів, або втікачі-каторжани, які шукали притулку на островах Океанії. Вони вступали в контакт з місцевими вождями, вкладали шлюби з меланезійськими жінками й зараховувались до складу племен. Так у Новій Каледонії з'явилися перші сім'ї метисів. Ці люди були добре інтегровані в місцеві суспільства, вони часто виступали як посередники між океанічними народами та європейськими торговцями.
У 1820-ті роки контакти місцевого населення з європейцями стали частішими. Спочатку чужинці складались з рибалок і китобоїв. Перші китобої з'явилися тут в 1827 році, а протягом 1841—1858 років вони створили свої бази на островах Луайоте та на північному узбережжі Гранд-Терр. Тут вони могли відпочити, запастися водою та їжею. На острові Ліфу видобували китовий жир. Згодом до них приєдналися торговці сандаловим деревом та місіонери. На островах Луайоте, острові Пен і на півдні Гранд-Терр торговці сандаловим деревом вимінювали його в місцевих жителів на скляні пляшки, чавунні горщики, тесаки та інші вироби із заліза, перли, тканини, сірники, алкоголь, вогнепальну зброю тощо. Нові речі, продукти та засоби суттєво змінили традиційний спосіб життя місцевих народів. Європейці також принесли на острови хвороби, раніше невідомі корінним жителям, і до яких вони не мали імунітету. В результаті, з початком взаємодії народів спостерігалося різке зниження чисельності корінного населення, хоча його масштаби не були документально засвідчені. Піонерами колонізації Нової Каледонії були переважно особи англо-саксонського походження.
У 1840-43 роках на острови прийшли перші протестантські та католицькі місіонери. Протестантське Лондонське місіонерське товариство розпочало свою діяльність 1840 року, коли воно відкрило свою місію на острові Пен, що на південь від Гранд-Терр. 1841 року з'явилася місія на острові Маре, а 1842 року — на острові Ліфу в групі островів Луайоте. Перші роки провідна роль у наверненні місцевих жителів на християнство належала пасторам полінезійського походження. Спустошене страшними епідеміями населення зневірилось у своїх богах і пристало до віри в «сильнішого бога». Британським місіонерам вдалося встановити свою міцну присутність. Вони покінчили з канібалізмом і полігамією, з деякими міжклановими конфліктами.
Щоб протистояти виключно протестантському впровадженню християнства, група із семи французьких католицьких місіонерів з конгрегації братів-маристів в грудні 1843 року прибула французьким військовим кораблем на північ острова Гранд-Терр. Початок виявився для них важким: канацька ворожість і британські протести змусили католицьку місію 1847 року залишити острови. Після повернення в 1851 році діяльність маристів була більш успішною, вони почали навертати населення за підтримки місцевих племінних вождів.

## Французька колонізація

### Заснування колонії

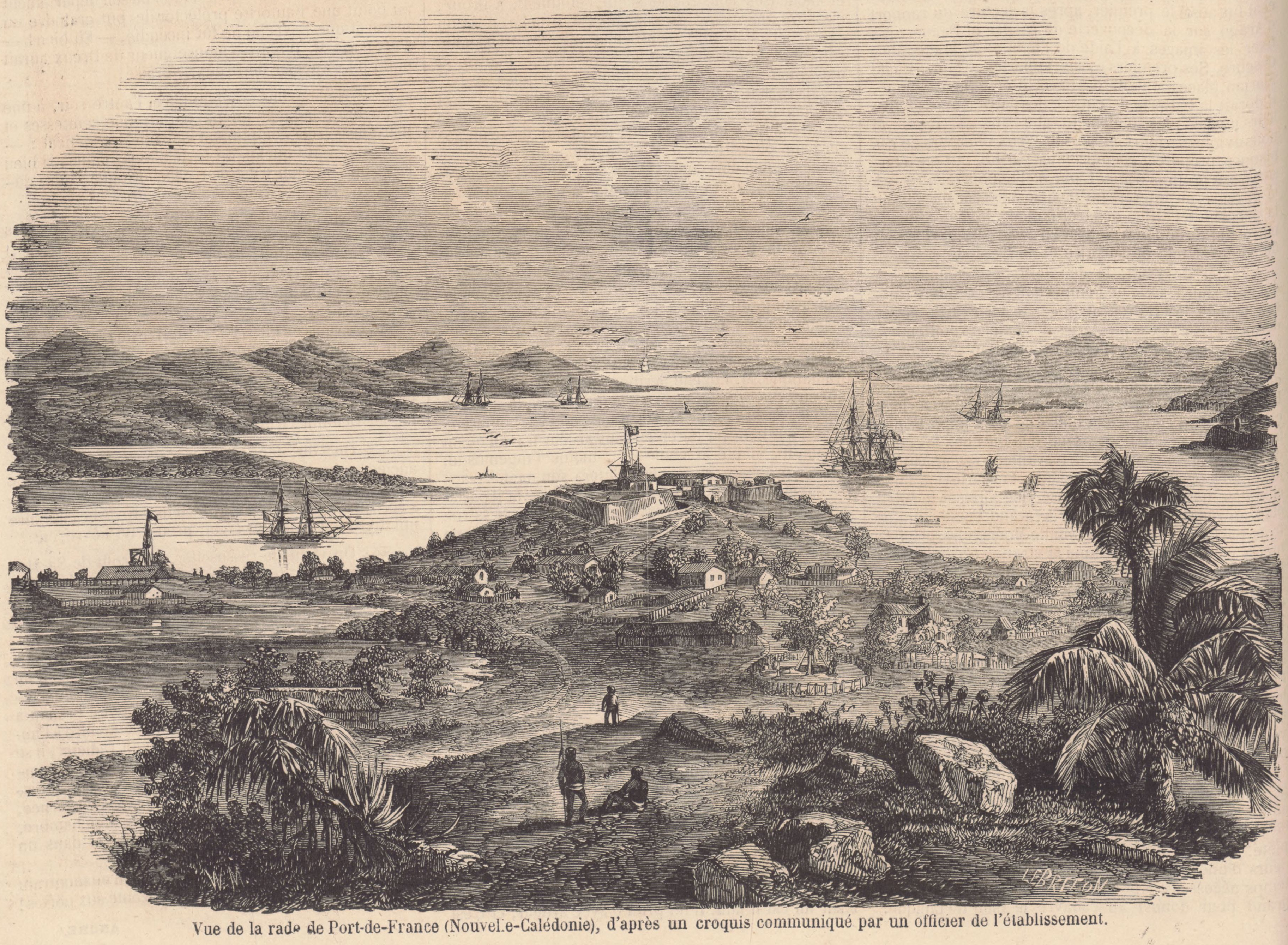
Порт-де-Франс, 1857 р.

У 1853 р. Французька імперія оголосила Нову Каледонію своїм володінням, нав'язавши місцевим вождям договори про протекторат. У червні 1874 року було засноване місто Порт-де-Франс (фр. Port-de-France, з 1866 р. — Нумеа), яке стало центром нових володінь. У Порт-де-Франс і в різних інших місцях були побудовані великі й малі форти. Деякі з них були призначені протистояти будь-яким можливим зовнішнім загрозам, але більшість мала забезпечувати внутрішню безпеку в колонії, захищати колоністів від атак з боку канаків. 1855 року землі Нової Каледонії були оголошені власністю французької держави. Корінні жителі тепер стали «тубільцями», й надалі вони зіткнулися з експропріацією власних земель. Канаків планувалося розселити в резерваціях, створених на землях, відведених колоніальною адміністрацією «для потреб місцевих жителів». Перша така резервація була створена 1859 року. Вже 1856 року в різних частинах Нової Каледонії серед корінного населення почали спалахувати бунти, викликані репресіями й конфіскацією земель.
До 1860 р. острови Нової Каледонії були частиною тихоокеанських володінь Франції з центром на острові Таїті, а після — стали окремою колонією. 1866 року французьким володінням були оголошені острови Луайоте.

### Доба виправної колонії
Надихнувшись британським прикладом успішного створення виправної колонії в Австралії, імператор Франції Наполеон III ухвалив рішення про створення аналогічного закладу в Новій Каледонії. За часи існування в'язниці (1864—1897) сюди прибуло понад 40 тис. засуджених; одночасно в колонії перебувало не більше 8 тис. в'язнів. Серед ув'язнених були засуджені як за особливо тяжкі злочини (наприклад, за вбивство або сексуальні злочини), так і за фальшивомонетництво або фальсифікацію документів тощо. Ці люди отримали по понад вісім років каторги. Злочинці, засуджені до каторги й заслання, примусово працювали на будівництві доріг і мостів, на шахтах. У 1872—1880 рр. до Нової Каледонії відправляли також політичних в'язнів. Найвідомішими серед них були чоловіки з Алжиру, засуджені за участь у Кабільському повстанні 1871 року, та учасники повстання Паризької комуни також 1871 року. Всього до Нової Каледонії відправили понад 4 тис. комунарів, серед них були Луїза Мішель та Анрі Рошфор (фр. Henri Rochefort). На відміну від звичайних злочинців, багато комунарів були культурними особами й до них було особливе ставлення, їх тримали окремо, переважна більшість з них не підлягала примусовій праці. Ще одну категорію ув'язнених становили малолітні рецидивісти, у 1885—1897 роках їх прибуло понад 3,3 тис. осіб.
Крім в'язнів, до Нової Каледонії прибували й вільні поселенці. Це були вихідці з Австралії та британських колоній у Тихому океані, французькі державні службовці або демобілізовані солдати, що служили на островах і вирішили залишитися тут після закінчення служби. Велика громада прибула на острови з Ельзасу та Лотарингії після закінчення війни 1870—1871 років. Ще одна група вільних поселенців утворилася в результаті організованого губернатором Нової Каледонії переселення людей з півночі Франції. Що стосується в'язнів, то після відбуття покарання закон змушував звільнених каторжників залишатися в Новій Каледонії протягом часу, що дорівнював їхньому первинному терміну ув'язнення. Закон також передбачав реабілітацію засуджених, за умови поселення на території колонії. Багато в'язнів після відбуття терміну покарання залишилися в Новій Каледонії назавжди. І злочинцям, і вільним поселенцям надавали невеликі ділянки землі, підконтрольні адміністративним органам. Поселенці займалися вирощуванням кукурудзи, тютюну, кави, а також деяких місцевих культур. Спроби впровадження культури цукрової тростини виявилися невдалими.

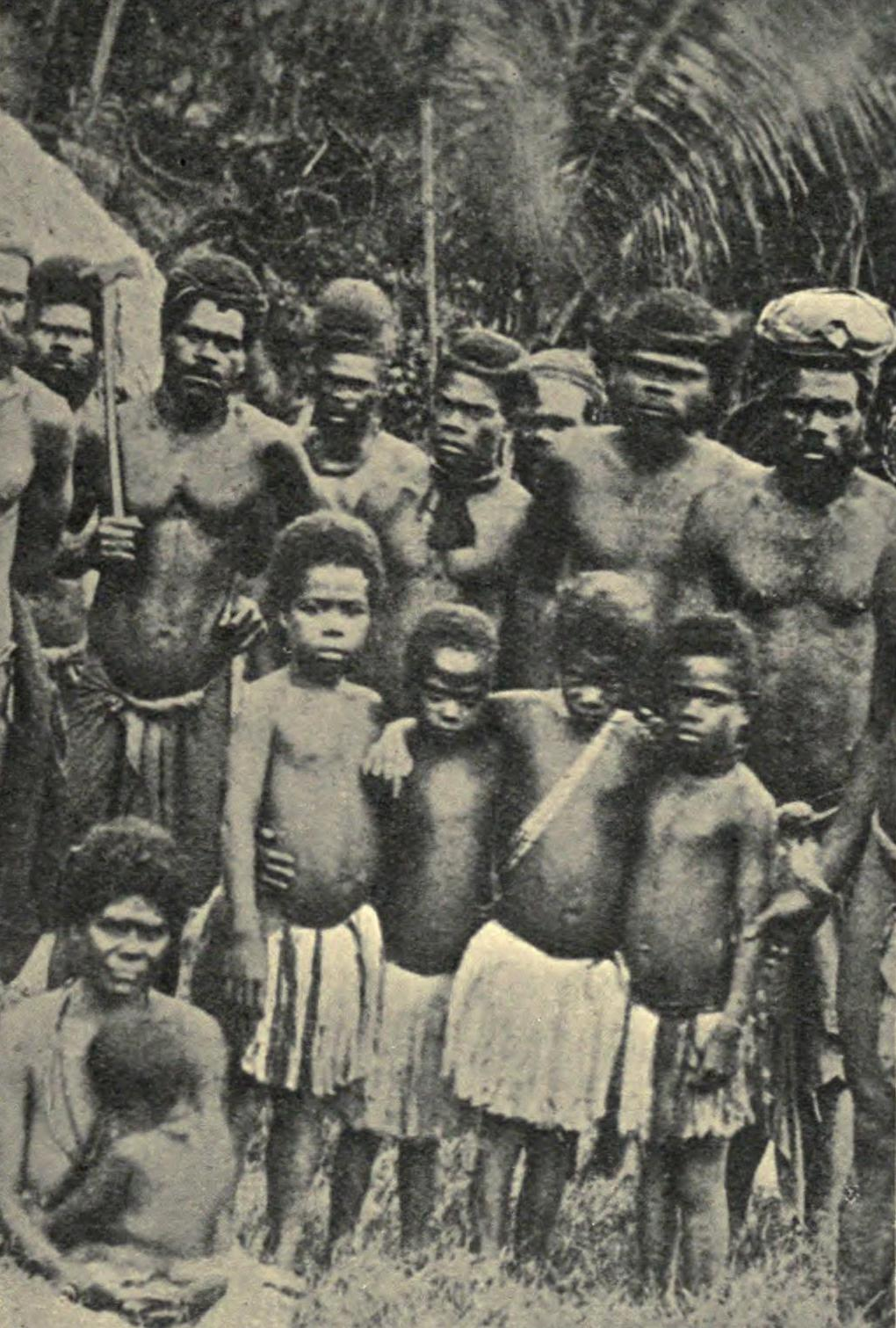
Група меланезійців в околицях Нумеа, бл. 1906 р.

Становлення пенітенціарної колонії супроводжувалось захопленням земель корінного населення й вигнанням канаків з рідних земель. Нова Каледонія була єдиною територією в складі Французької імперії, де були створені справжні резервації для корінних жителів за зразком індіанських резервацій в Сполучених Штатах або резервацій для аборигенів в Австралії. Резервації були задумані як простір, вилучений з ринкової економіки, в якому канаки мали жити за своїми традиціями та звичаями, безпосередній контроль над ними здійснювали тільки місіонери. Корінні жителі розглядалися як занадто «примітивні істоти» для того, щоб їм було надане право самім вирішувати свою долю. На підставі такого сприйняття меланезійського суспільства було сформульовано поняття «племені», для якого встановлювалась колективна власність. «Племена» оголошувались адміністративними одиницями-громадами, визнаними колоніальною державою. На чолі «племен» стояли вожді, які отримували від держави оплату. Землі, зайняті тубільцями, мали зберігатися за ними в межах їхніх потреб. Для кожного «племені» виділяли частину їхньої колишньої території, на якій створювалась резервація. На практиці ж в меланезійців конфісковували кращі землі, переважно на західному узбережжі Гран-Терр, які ліпше підходили для організації фермерського господарства. Корінних жителів виселяли в резервації, розташовані на східному узбережжі або в горах. Такі насильницькі дії завдали серйозного удару традиційному способу життя меланезійців. Разом з іншими наслідками європейської колонізації, вони викликали масове вимирання корінного населення. За даними переписів, його чисельність скоротилася з 42 тис. у 1887 році до 27,8 тис. осіб у 1901 році.
Дії колоніальної адміністрації відзначалися жорстокістю. Основним завданням при створенні резервацій було звільнення земель для європейської колонізації. Роздратовані такими діями та втратою найродючіших земель, канаки області Ла-Фоа (фр. La Foa) на заході центральної частини Гранд-Терр 1878 року підняли повстання проти колонізаторів. Очолив його вождь Атай (фр. Ataï). Повстання тривало близько року й відзначалося кривавими зіткненнями, обидві сторони зазнали тяжких втрат. Врешті повстання було жорстоко придушене. 1879 року, в ході акції покарання постраждали цілі племена, сотні канаків з бунтівних племен були перенесені на острів Пен та острови Белеп, інші знайшли собі притулок на східному узбережжі Гранд-Терр. Близько 600 повстанців і 200 європейців були вбиті і близько 1500 канаків змушені були покинути рідні землі. Атай був убитий, а його голову поклали в банку з формальдегідом й експонували в Товаристві антропології в Парижі (фр. Société d'anthropologie de Paris). Ці трагічні події народили глибоку недовіру між двома громадами. Після придушення повстання тривав наступ на права корінного населення. 1887 року для меланезійців був встановлений так званий «режим громадянства» (фр. Régime de l'Indigénat), за яким канаки виводились за межі загального права і мали підкорятися дисципліні, встановленій колоніальною адміністрацію. Закон встановлював правила управління племенами, а також визначав покарання канаків за конкретні порушення. Ряд указів спеціально було розроблено для суворого контролю за переміщенням корінного населення. Фактично в Новій Каледонії був встановлений режим сегрегації населення.

### Вільна колонізація
Після припинення існування каторги колоніальна адміністрація взяла курс на активізацію вільної колонізації та перетворення Нової Каледонії на аграрну переселенську колонію. На початку XX ст. уряд Франції став заохочувати заселення Нової Каледонії жителями метрополії та інших країн Європи, зробивши ставку на «біле» населення. Зокрема близько 1,5 тис. переселенців було залучено до вирощування кави. Мігранти мали різне соціальне та географічне походження, вони не мали ніякого сільськогосподарського досвіду. Через низьку рентабельність виробництва, падіння цін на каву й труднощі з експортом, а також потребу в додаткових державних фінансових інвестиціях у галузь довелося відмовитись від продовження цього проєкту. 1915 року експорт кави практично припинився. Невдовзі політика створення сільськогосподарських поселень була покинута й на перший план вийшли перспективи економічного розвитку за рахунок розробки корисних копалин.

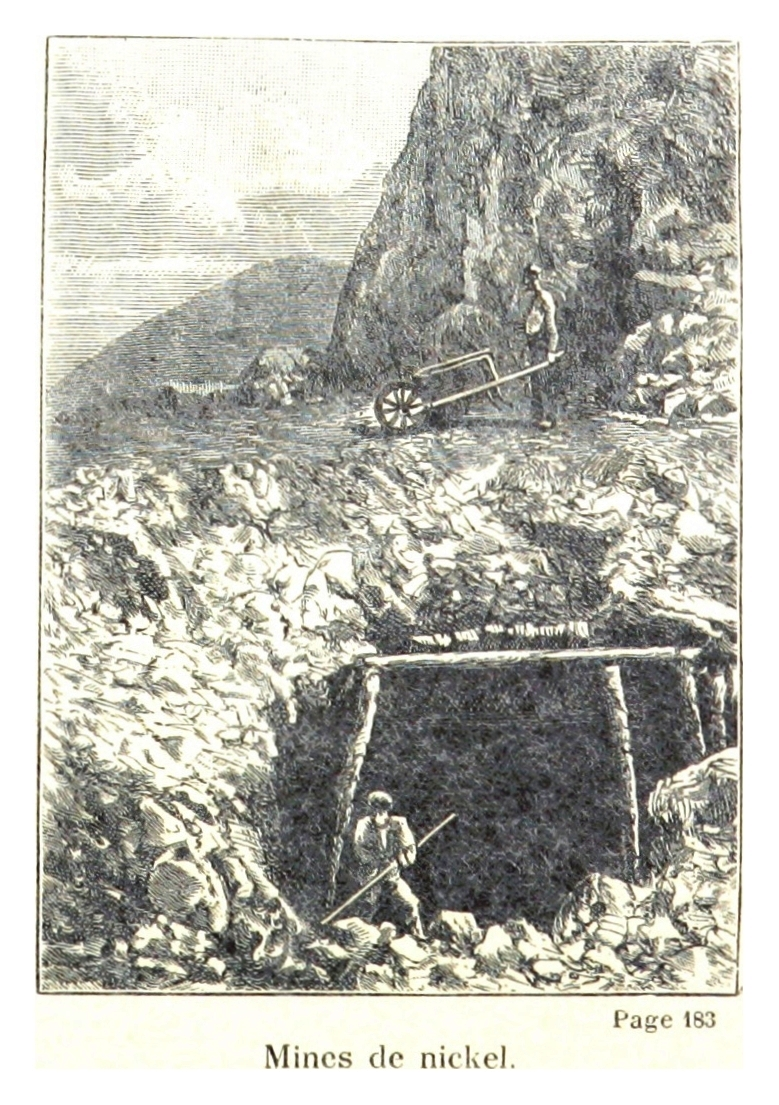
Нікелеві копальні (1884 р.).

Надра Нової Каледонії багаті на нікель, хром, кобальт, залізо, мідь, вугілля, марганець. Особливе місце серед них належить нікелю («зеленому золоту»). З ним тісно пов'язана вся подальша історія країни. 1874 рік вважається початком видобування нікелю, а вже 1875 року спостерігався великий приплив людей на копальні. Багато поселенців покинули свої ферми, щоб приєднатися до відкриття й розробки нових родовищ. Розробка перших жил велася киркою і лопатою, породу сортували вручну, носили на спині або перевозили на конях. Згодом відбувалася поступова механізація робіт, виникали великі підприємства. Гірничі підприємства потребували робочої сили, спочатку використовували засуджених, згодом стали залучати робітників, найнятих за контрактом. Французьких колоністів було занадто мало, канаки відмовлялися працювати на копальнях. Тому адміністрація колонії змушена була шукати робочу силу за межами країни. Найбільше робітників було залучено з Нових Гебридів (нині Вануату), В'єтнаму, острова Ява, Японії, островів Волліс і Футуна, Таїті. За винятком японців, які користувалися статусом вільних поселенців, решта іммігрантів прибувала за п'ятирічними контрактами з можливістю продовження угоди. 1919 року в Новій Каледонії налічувалось 4055 іноземних робітників, вже 1923 року їхня чисельність збільшилась до 14 535 осіб, на чотирьох жителів колонії припадало три шахтарі. Незважаючи на надзвичайно складні умови життя, деякі законтрактовані робітники залишилися жити в Новій Каледонії назавжди.
Нові переселенці з Європи привезли з собою велику рогату худобу й овець. Для своїх тваринницьких господарств вони займали річкові долини та прибережні рівнини. Під ці ферми потрібно було звільняти землі, й канаків зганяли з їхніх традиційних земель та відправляли жити в резервації. Протягом 1897—1903 років відбувалося великомасштабне створення резервацій для корінного населення. В результаті цієї акції площа земель на Гранд-Терр, що належали меланезійцям, зменшилась до 13 % території острова. Племена були переміщені в 150 поселень, що перебували під владою маріонеткових вождів, і їх було легко контролювати французьким жандармам. Острови Луайоте, які вважалися невідповідними для європейського типу сільського господарства, цей процес оминув, і вся їхня територія повністю була оголошена резервацією.
Хоча театр воєнних дії Першої світової війни знаходився далеко від маленьких тихоокеанських островів, жителів Нової Каледонії також призивали до лав французької армії. На оминув цей процес і корінне населення, канаків набирали до батальйону тубільних стрільців Тихоокеанських островів. Створені на Новій Каледонії колоніальні полки воювали на європейському театрі бойових дій. Багато з цих солдатів не повернулося додому, вони загинули у бою або померли від хвороб.
Експропріація земель, соціальна маргіналізація, до яких додалися мобілізаційні заходи, викликали глибоке невдоволення серед канацьких племен. 1917 року спалахнуло нове повстання, на цей раз на півночі й північному заході Гранд-Терр. Канаки воліли воювати з французами на своїй землі, а не з німцями в Європі. Повстання виявилось не таким масштабним, як у 1878 році, боротьба тривала два місяці й закінчилось жорстким силовим придушенням.
Переривання морських зв'язків архіпелагу з метрополією в роки Першої світової війни привело до скорочення торгових відносин між ними, підірвало економіку Нової Каледонії й викликало обвал виробництва. Настала депресія 1930-х років. У міжвоєнний період серед європейських поселенців сформувалися особливості місцевого розвитку й способу життя, виник особливий акцент і специфічний словниковий склад місцевої мови. Європейці, що народилися на архіпелазі, тепер стали називатися «каледонцями». Метисація з різними етнічними групами архіпелагу, хоча й досить поширена, як і раніше, негативно сприймалася багатьма європейцями колонії.

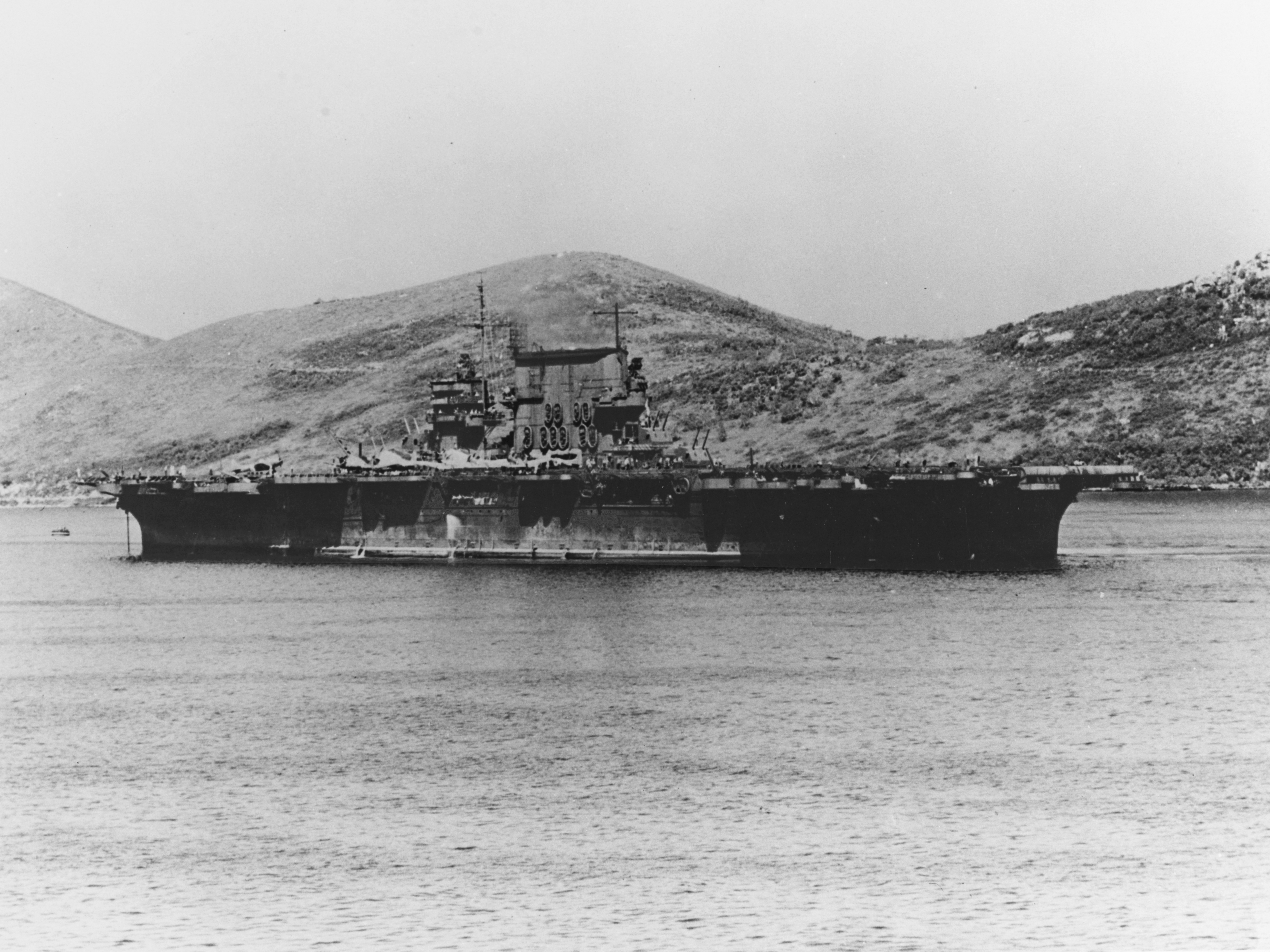
Американський військовий корабель в бухті Нумеа (1943 р.).

Під час Другої світової війни Нова Каледонія в 1940 р. однією з перших французьких колоній приєдналась до Вільної Франції, провішійський губернатор був змушений виїхати до Індокитаю. Протягом усього періоду війни Нова Каледонія практично не мала зв'язків з митрополією. Натомість територія стала важливою військовою базою союзників. Нова Каледонія стає місцем дислокації спільного командного центру в Тихому океані, важливою базою військово-морських і військово-повітряних сил, транзитною територією для армії США. Понад мільйон американських військовослужбовців протягом 1942-46 рр. пройшло через Нову Каледонію. Крім американських військ, до Нової Каледонії прибували військові підрозділи з Австралії та Нової Зеландії.
Японці, які жили в Новій Каледонії, були арештовані й депортовані до Австралії. Меланезійців використовували на будівництві військових об'єктів, як постачальників продовольства для армії. Це зруйнувало замкненість внутрішнього світу корінного населення й пов'язало його з цивілізацією. Культурний шок для місцевих жителів був величезним. Каледонці призвичаїлись до кока-коли та віскі, жувальної гумки, вони слухали джаз, побачили джипи, бульдозери й сільськогосподарську техніку, кіно, оцінили вигоди американської системи охорони здоров'я, ідеї рівності та рівних можливостей у досягненні успіху. Країна модернізовувалась. Складався новий спосіб життя, й змінилися відносини між людьми. Канаки, яванці й в'єтнамці тепер стали отримувати таку ж зарплату, що й білі. Народився американський міф.

## Сучасний період

### Заморська територія
Друга Світова війна викликала радикальні зміни в Новій Каледонії. Наслідком присутності США в країні стала трансформація досі негнучких колоніальних структур. Настав час фундаментальних політичних змін. Концепція колонії зникає по всій Французькій імперії. Щоб зберегти свій вплив, Франція змушена була переглянути інституційні зв'язки, що з'єднували її з Новою Каледонією. 1946 року була ліквідована колонія «Нова Каледонія і залежні від неї території» (фр. Nouvelle-Calédonie et dépendances), й острови отримали статус заморської території (фр. Territoire d'outre-mer, ТОМ). Водночас жителі Нової Каледонії отримали свого депутата в Національних Зборах, який був уповноважений передавати вимоги жителів території французькому парламенту.
Значні зміни сталися в статусі корінних жителів країни. Навесні 1946 року був скасований дискримінаційний «режим громадянства», було заборонене використання примусової праці, канаки отримали право вільно залишати територію резервацій і вільно пересуватися островами. Також канаки отримали французьке громадянство та право голосу на виборах. Проте остання дія здійснювалась у декілька етапів, загальне виборче право було встановлене лише 1957 року. Потягом 1946—1958 років канаки поступово призвичаювались до свого нового статусу, почалось повільне формування канацьких політиків, які були б здатні вирішувати питання корінної громади. На початку політичне життя в середовищі корінного населення проходило під контролем християнських місіонерів. 1946 року був створений Союз корінних каледонських друзів свободи та порядку (фр. Union des indigènes calédoniens amis de la liberté dans l'ordre, UICALO), який об'єднав католиків із 40 племен Гранд-Терр та островів Луайоте, а 1947 року утворилась протестантська Асоціація корінних жителів французької Каледонії й островів Луайоте (фр. Association des indigènes calédoniens et loyaltiens français, AICLF). В складі обох організацій були як корінні жителі, так і каледонці європейського походження, а переважна більшість керівних посад перебувала в руках останніх. На виборах меланезійці діяли згідно зі звичаєм, вони підкорялися тому, що мало бути добре для племені, тому, як вирішив вождь або рада старійшин. Корінне населення отримало рівні права з білими поселенцями, однак влада так і залишилася в руках у французів.
На виборах 1950 року меланезійці не провели до Генеральної ради території жодного свого депутата, але підйом політичної активності канаків не лишився без уваги. 1951 року UICALO й AICLF об'єдналися в партію Каледонський союз (фр. Union calédonienne, UC), яка брала на себе обов'язок захисту інтересів корінного населення. Її очолив Моріс Ленорман (фр. Maurice Lenormand), який за лобіювання інтересів меланезійців отримав прізвисько «канацького депутата». Гасло партії «два кольори, один народ» стало дорожньою картою побудови взаєморозуміння між прибічниками автономії з білої та меланезійської громад. Каледонський союз переміг виборах до Генеральної ради 1953 року, отримавши п'ятнадцять місць із двадцяти п'яти.
1956 року Франція реорганізувала свої стосунки із заморськими територіями, делегувала їм значні повноваження. Імплементація нового законодавства в Новій Каледонії відбулася 1957 року. Згідно з рамковим законом, встановлювалось загальне виборче право, яке поширювалось і на канаків. Було створено раду місцевого самоврядування — Територіальні збори (фр. Assemblée territoriale), які замінили Генеральну раду. Партія Каледонський союз перемогла на виборах 1957 року, а Моріс Ленорман був обраний Територіальними зборами віце-президентом і став фактичним лідером Нової Каледонії. Каледонський союз контролював майже всі інститути території. Вперше канаки були представлені в урядових установах.
Однак після повернення до влади у Франції генерала де Голля в 1958 році ситуація змінилася, захист вищих інтересів французької нації став пріоритетом державної політики. Тихий океан розглядався як важливий стратегічний регіон світової політики, де Франція вживала заходів до посилення своєї присутності на противагу військовому союзу АНЗЮС. У відповідь на ці процеси стали набирати сили профранцузькі настрої в Новій Каледонії. 1958 року Анрі Лафлер (фр. Henri Lafleur) створює організацію Об'єднання каледонців (фр. Rassemblement calédonien, RC), що виступала проти територіального уряду на чолі з Ленорманом. Багато каледонців європейського походження залишило Каледонський Союз і приєдналося до нової партії. В нових реаліях заморської території відбувалося формування біполярного «багатонаціонального» каледонського суспільства. З одного боку стояли європейці, з іншого — меланезійці. Відносини між двома основними громадами відзначалися почуттями взаємного презирства та прихованого расизму.
1962 року Каледонський Союз знову переміг на місцевих виборах і сформував більшість у Територіальних зборах. Проте Париж вирішив застосувати гальма до руху до незалежності Нової Каледонії з її стратегічно важливими запасами нікелю. Протягом 1962—1965 рр. відбувається поступовий демонтаж положень рамкового закону, й метрополія бере територію під свій повний контроль. Вже 1962 року Територіальні збори було розпущено, а губернатор отримав повний контроль над виконавчою владою. Цей період був також відзначений новою хвилею масової імміграції до Нової Каледонії. З 1969 по 1971 р. територія переживала етап стрімкого економічного зростання, пов'язаного з вибухом попиту в світі на нікель. З 1969 по 1976 рік на острови прибуло від п'ятнадцяти до двадцяти тисяч іммігрантів, населення збільшилось на 20 %. Канаки більше не становили більшість населення.

### Боротьба за незалежність
Згортання автономії Нової Каледонії відбувалося на тлі поступової деколонізації в південній частині Тихого океану. 1962 року отримало незалежність Західне Самоа, 1968 року — Науру, 1970 року — Фіджі та Тонга. Франція стала вважатися в регіоні регресивною країною.
Придушення територіальної автономії Нової Каледонії супроводжувалось втратою впливу Каледонського Союзу й зростанням в його лавах сепаратистських (незалежницьких) ідей. Серед канацьких студентів, що повернулися з навчання у Франції, виникають групи молодих радикалів. Корінні жителі висували претензії на власність на землі та природні ресурси країни, вимагали визнання їхньої ідентичності, допуску до участі в політичному й економічному житті, повного доступу до навчання. Важливою подією для Нової Каледонії, в першу чергу її корінних жителів, стало проведення 1975 року в Нумеа фестивалю «Меланезія 2000», організованого зусиллями нових лідерів у боротьбі за незалежність країни, зокрема Жана-Марі Чибоу (фр. Jean-Marie Tjibaou). Це була своєрідна акція протесту, маніфест пафосу канацького народу, засіб потужно заявити про свою ідентичність. На фестивалі був представлений масив канацьких мистецтв і традицій. Клани по-новому відкрили свою гідність і своє місце серед інших громад Нової Каледонії.
Після падіння цін на нікель у 1971—1972 роках економічний бум різко перервався, й у 1972 році настав колапс. Наступного року нафтова криза, девальвація долара й конкуренція з боку Філіппін та Індонезії поклали край тривалому стрімкому процвітанню Нової Каледонії. За рік виробництво копалень зменшилося вдвічі. Підприємства банкрутіли, багато працівників було звільнено, в основному менш кваліфікований персонал. Економічний спад найсильніше відчули на собі канаки.
На політичній арені Нової Каледонії 1970-ті років «автономісти» та «лоялісти» розкололися на ряд партій-конкурентів. Жодна з партій не отримала більшості на виборах 1972 і 1977 років. На хвилі радикалізації політичних позицій у Новій Каледонії формуються нові партії протилежного спрямування, які розпочали змагання за політичне лідерство. 1977 року Жак Лафлер (фр. Jacques Lafleur) заснував лоялістську партію Об'єднання на підтримку Каледонії (фр. Rassemblement pour la Calédonie, RPC), яка з 1978 року стала називатись Об'єднання на підтримку республіки в Каледонії (фр. Rassemblement pour la Calédonie dans le République, RPCR). В іншому таборі протягом 1976—1978 рр. створюється ряд незалежницьких партій і рухів. 1977 року Каледонський союз офіційно висловився на підтримку незалежності канаків, а 1979 року він об'єднався з чотирма іншими незалежницькими партіями, утворивши Фронт за незалежність (фр. Front indépendantiste, FI). На виборах 1979 року Фронт за незалежність отримав 14, а RPCR — 15 з 36 місць в Територіальних зборах.
Сепаратистські тенденції в Новій Каледонії продовжували набирати сили, особливо після обрання 1981 року президентом Франції соціаліста Франсуа Міттерана, який, зокрема, запевнив канаків, що їхнє право на самовизначення буде дотримане. На виборах 1982 року Фронт за незалежність отримав більшість у Територіальних зборах. Водночас спроба чиновників із Парижа привести основні громади Нової Каледонії до примирення на ґрунті визнання законності права канаків на незалежність, як корінних жителів островів, зазнала невдачі через відмову «лоялістів» підписувати відповідну декларацію. 1984 року прибічники незалежності з Каледонського союзу та ще 9 політичних партій об'єдналися в Канацький соціалістичний фронт національного визволення (КСФНВ, фр. Front de Libération Nationale Kanake et Socialiste, FLNKS), який став наступником Фронту за незалежність. КСФНВ вдався до активно бойкоту виборів до Територіальних зборів 1984 року, розпочав кампанію протестів, а ще оголосив 130-ту річниця вступу Франції у володіння островами днем жалоби за загиблими канаками.
Явка на виборах, що пройшли 18 листопада 1984 року, зважаючи на бойкот, склала менше 50 %, а перемогу здобула партія RPCR, отримавши 34 з 42 місць. Після виборів непорозуміння між таборами лоялістів та прихильників незалежності посилилось, напруження перейшло у відкриту конфронтацію. 1984—1988 роки в Новій Каледонії були періодом свого роду квазі-громадянської війни, відомої під назвою «Події» (фр. «Événements»). 1 грудня 1984 року, вже невдовзі після виборів, КСФНВ проголосив створення Тимчасового уряду канаків на чолі з Чибоу, висунув вимогу негайного проголошення незалежності країни Канаки (фр. Kanaky) й посилив свої блок-пости на всій території. Відбувалися масові заворушення, запеклі сутички, вибухи та вбивства; жертви були з обох боків.
Уряд Франції був змушений піти на переговори з КСФНВ. Вже 4 грудня 1984 року до Нумеа прибув особистий посланець президента Міттерана. В Новій Каледонії був оголошений Надзвичайний стан. Був запропонований план дій, який передбачав надання Новій Каледонії самоврядних повноважень, реалізацію земельної реформи й розширення участі канаків у вирішенні справ території, а також проведення референдуму про незалежність. У травні 1985 року канаки відмовились від бойкоту на користь проведення вільних виборів, які відбулися 29 вересня. RPCR перемогло в Нумеа, КСФНВ — у трьох сільських регіонах. Після проведення виборів політична ситуація заспокоїлася.
Проте прихід до влади у Франції консерваторів та створення в березні 1986 року нового уряду на чолі з прем'єр-міністром Жаком Шираком спровокували нове загострення стосунків між основними громадами Нової Каледонії. Ширак негайно зайняв жорстку позицію противника незалежності Нової Каледонії. Реформи, зроблені соціалістами, скасовувались. Канацькі претензії на право на землю, природні ресурси та незалежність розглядалися як недоречні. Була розроблена схема рецентралізації управління Новою Каледонією, в таборах поруч з канацькими селами були розміщені французькі війська, які мали наглядати за корінними жителями. Невдоволення канацького населення вилилось у марш проти дій уряду під гаслом: «Через п'ятнадцять днів Канаки». КСФНВ звернувся в ООН з ініціативою включити Нову Каледонію до списку несамоврядних територій, що підлягають деколонізації. В грудні 1986 р. Генеральна Асамблея ООН більшістю голосів підтримала цю пропозицію. За неї проголосувало 89 країн, включаючи всі країни басейну Тихого океану, Австралію, Нову Зеландію, Японію та Індонезію.
У відповідь на міжнародну критику французький уряд у вересні 1987 року провів у Новій Каледонії референдум з питання про незалежність території. Канаки бойкотували цей захід — як результат, 97,3 % голосів було віддано за збереження Нової Каледонії в складі Франції. Після цього уряд Ширака відмовився вести переговори з канаками. Натомість у колонії було розміщено 14 тис. французького війська, один солдат на кожних п'ять канаків. Стосунки між громадами напружились. По всій території канаками були зведені блок-пости, у відповідь на спроби поліції прибрати їх пікетники відкривали вогонь. Зіткнення між правоохоронцями та сепаратистами відбувалися по всій Новій Каледонії, але апогеєм протистояння стали події на острові Увеа. 22 квітня 1988 року бойовики з КСФНВ захопили місцевий відділок жандармерії, 16 заручників доставили в печеру на півночі острова. До Нової Каледонії прибули підрозділи сил швидкого реагування та додаткові підрозділи жандармерії. 5 травня спецпризначенці здійснили штурм печери, акція скінчилася звільненням заручників та загибеллю двох військових і дев'ятнадцяти канаків. Островом пройшли арешти осіб, причетних до заворушень.
Шок, який справили криваві події на Увеа, спонукав сторони до мирних переговорів під егідою французької держави. Можливість поновлення насильства дисциплінувала всіх, було бажання зробити будь-що, аби не перейшло до громадянської війни. Врегулюванню сприяла чергова зміна влади у Франції — 1988 року до влади повернулись соціалісти. Результатом спільних зусиль стала угода 26 червня 1988 року, яку в палаці Матиньон у Парижі підписали: від Французької держави прем'єр-міністр Мішель Рокар, від лоялістів голова RPCR Жак Лафлер, від сепаратистів лідер КСФНВ Жан-Марі Чибоу. 19-20 серпня 1988 року в Удіно сторони погодили доповнення до Матіньонської угоди й підписали новий пакет документів. Саме він надалі став називатися Матіньонською угодою або угодою Матіньон-Удіно (фр. Accords de Matignon-Oudinot). Угода поклала кінець періоду під назвою «Події», скріпила компроміс і відкрила шлях до відновлення громадянського миру в Новій Каледонії, дозволила території розпочати нову фазу розвитку, основною рисою якої став поділ влади між прихильниками незалежності та лоялістами, а також накреслила контури нової спільної долі всіх місцевих громад.
Матіньонська угода стала інструментом децентралізації, перебалансування фінансових ресурсів і відновлення економічної рівноваги та розвитку регіонів. Територія була поділена на три провінції (Північну, Південну і Острови Луайоте) з елементами автономії, влада в кожній з яких мала здійснюватись провінційними зборами (асамблеями), обраними прямим голосуванням виборців. Провінції отримали власний бюджет, повноваження самостійно вирішувати економічні, соціальні та екологічні питання. Влада в Північній провінції та на Островах Луайоте опинилася в руках прихильників незалежності, в Південній провінції — лоялістів. Держава взяла на себе зобов'язання фінансувати заходи, спрямовані на розвиток Північної провінції та провінції Острови Луайоте й підняття економіки цих регіонів до рівня розвиненої Південної провінції. З 1988 року впроваджувалась політика так званої позитивної дискримінації, яка мала забезпечити професійну підготовку управлінців з числа корінного населення. У 1990-ті роки французький уряд здійснив значні інвестиції (близько 1 млн доларів США) в Нову Каледонію. Вони пішли на розвиток шкіл, інфраструктури, спорудження та реконструкцію адміністративних будівель, реалізацію програм професійної підготовки корінних жителів. 1990 року розпочала свою роботу Консультативна звичаєва рада, що складалася із сорока трьох вождів. 1993 відбулося святкування стоп'ятдесятиріччя прибуття Євангелія до Нової Каледонії. З цього приводу католицька церква офіційно вибачилась перед меланезійським населенням за страждання, які були заподіяні їм за часи колоніальної історії. Матіньонська угода також передбачала проведення в 1998 році референдуму з питання про самовизначення Нової Каледонії.
Радикальне крило канаків виступало рішуче проти домовленостей із лоялістами, називало їх зрадою й закликало відмовитись від співпраці з колоніальною владою та розпочати боротьбу за незалежність за принципом «все або нічого». Особливо сильним було невдоволення на острові Увеа. Саме тут під час проведення поминальної служби по жертвам подій 1988 року канацький екстреміст вбив двох лідерів КСФНВ, зокрема й Ж.-М. Чибоу, звинувативши їх у зраді. Незважаючи на побоювання, що з'явилися після цієї трагедії, реалізація домовленостей не стала заперечуватись сторонами. Період 1989—1992 років був відзначений на території дотриманням свого роду пакту про ненапад між КСФНВ та RPCR. З іншого боку, загибель Чибоу стала значною втратою для канацького руху за незалежність. Більшість наступних його лідерів була слабкими фігурами, французам було легко підкупити їх і маніпулювати ними.
Щоб уникнути референдуму «за або проти незалежності», запланованого угодою Матиньон-Удіно на 1998 рік, ще в 1995 році відкрились дискусії про майбутнє Нової Каледонії. Фінальний етап переговорів проходив у Парижі в квітні 1998 року й закінчився підписанням 5 травня 1998 року Нумейської угоди. Новий документ був побудований на засадах угоди Матіньон-Удіно й організовував досягнення незалежності Новою Каледонією на основі спільного суверенітету з Францією. Головним результатом Нумейської угоди стало створення нової інституційної структури для Нової Каледонії — це французька заморська спільнота з особливим статусом, з місцевою законодавчою та виконавчою владою. Нумейска угода визначала певний рівень автономії Нової Каледонії й встановлювала 20-річний перехідний період, протягом якого більшість державних повноважень мали бути поступово передані Францією Новій Каледонії. В період між 2014 і 2018 роками передбачалося проведення референдуму з питання про те, чи залишиться Нова Каледонія в складі Франції, чи отримає повний суверенітет. Червоною ниткою, яка пронизує Нумейську угоду, є побудова спільної долі для всіх громад, що живуть у Новій Каледонії.
У французькому парламенті Нову Каледонію представляють двоє депутатів та двоє сенаторів. Місцева влада має повноваження щодо деяких напрямків політики, зокрема правоохоронної діяльності, освіти та ухвалення місцевих законів.
Нумейська угода передбачала проведення референдуму щодо незалежності Нової Каледонії. Виборці мали тричі підтвердити своє рішення. Перше голосування відбулося 4 листопада 2018 р., 56,67 % голосів було віддано за збереження Нової Каледонії в складі Франції, проте результати за провінціями сильно відрізнялися: 82,18 % виборців провінції Острови Луайоте та 75,83 % Північної провінції проголосувало за незалежність, натомість 74,12 % виборців Південної провінції — проти. Другий референдум пройшов 4 жовтня 2020 р., його результати мало відрізнялися від першого — 53,26 % голосів було віддано проти незалежності. Третій референдум 12 грудня 2021 року пройшов в умовах бойкоту з боку прихильників незалежності. Як результат, явка виборців склала лише 43,9 %, а понад 96 % голосів було віддано за збереження Нової Каледонії в складі Франції. Лідери партій незалежницького спрямування заявили, що не визнають цих результатів.